# 中居ちはる
中居 ちはる（なかい ちはる、1984年8月18日 ）は、日本の元AV女優。バンビプロモーションに所属していた。
別名、中居千春、中居ちひろ、篠崎ちはる、新山瑠衣、安藤莉奈、愛川知香、黒川あおい、狩野裕子、藤井美希、三浦まどか、春川あさみ　等。
身長:151cm。スリーサイズ:B90 (F-70)・W62・H86。血液型:A型。

## 略歴
2010年
5月にリリースの『週末、部下がフーゾクでバイトします Fカップ90cm ちはる』（チェリーズ）でAV女優デビュー（発売日付順としては『乳自慢』（スマイリー）などが先行）。
7月12日付けで公式ブログ開設。
2011年
3月22日よりTwitter自身アカウントからの情報発信を開始。
2012年
7月20日、初出演・主演となる映画『巨乳理髪店 乱れ揉みくちゃ』が公開。
11月2日、第二弾主演映画『発情バスガイド おしゃぶり巨乳』公開。
12月8日より、ツイキャスによるライブ動画配信を開始。
2013年
8月1日、自身のブログで同年8月いっぱいでの引退を発表。
8月17日、ビデオメーカーRADIXの主催により、引退直前に最初で最後の単独イベント「RADIX PRESENTS 中居ちはる ファイナルイベント＆オフ会!」が秋葉原で開催。
8月24~25日に生放送（配信）された『24時間テレビ エロは地球を救う 2013』（パラダイステレビ）への出演を最後の仕事として、AV女優業を引退。
10月9日、最後の出演映画となった『人妻禁猟区 屈辱的な月曜日』が公開。

### 人物・活動
デビュー以前
1984年8月18日に生まれる。AV女優としてのキャリアを歩み始める前は、都内でOL生活を送っていた。新宿を歩いていたところをスカウトされ、現在の事務所であるバンビプロモーションに所属することになる。
AVの世界に自身を投企するに至った、いくつかの動機の一つとして「身体のラインが崩れる前に自分の姿を作品、写真に収めてもらいたかった」と語っている。
小学生の頃には、華やかな世界への想いを抱いていた。折しもテレビではオーディション番組が流行しており、新聞広告で見つけた芸能事務所のオーディションを受けたこともある。長じてからも、バンドのヴォーカルとしてデビューする話を持ちかけられたことがあり、可能性を追求すべく努力していたが、関係者の不実により、実現には至らなかった。
外見的特徴
某女性タレントを彷彿とさせる、柔和で愛くるしい印象を与える顔立ちで、当該タレントとの相似を強調した作品、相似を惹句として用いたタイトルの作品もある。鼻筋の通った、端正であだめいた相貌である一方で、あどけなさや親しみやすさを湛えた温雅な顔立ちと蠱惑的な表情、ボリューム感のあるやや豊かなウエスト、肉感的で躍動感のある下半身が特徴。そうした多面的訴求力からか、らうたげで、あどけないローティーン・女子学生役から、官能的で艶めいた若妻役まで幅広い役に起用されている。キャットファイト、格闘技系フェチ作品への出演も少なくない。
ピンク映画
2012年より、ピンク映画出演の機会に恵まれ、2013年8月の引退までに下記3本の作品に出演した。
『巨乳理髪店 乱れ揉みくちゃ』、『発情バスガイド おしゃぶり巨乳』、『人妻禁猟区 屈辱的な月曜日』（助演。北条麻妃主演作品）
コスプレーヤー、コスプレAV
コスROM・AV作品を制作、販売している同人サークル「コスプレ一本勝負」のリリース作に頻繁に起用され、メインのモデルの一人となっていた。また同サークルが参加する同人誌即売会（コスホリック、サンシャインクリエイションなど）に於いてのコスプレモデル・ブーススタッフとして大城かえで、琥珀うた（「チームdec」と通称されている、同サークル制作作品出演モデルの非公式なグループ）らと共に出演・参加し、そうした方面での活動も顕著であった。
趣味、その他
趣味は映画・ライブ鑑賞、特技は人と話すこと。
宝物はお母さんと弟。好きな言葉は「ありがとう」。

## 出演作品

### アダルトビデオ
- 極上素人おもいっきり生電マ 4（5月13日、ナチュラルハイ）
- 乳自慢（5月21日、スマイリー）※ちっち名義
- 週末、部下がフーゾクでバイトします Fカップ90cm ちはる（5月28日、チェリーズ）
- 中居ちはるのMIXプロレス1（6月4日、BATTLE）
- ラブタッチ！ 1（6月4日、RISING）
- SOD女子社員 第17回 夢のハーレム体験 王様ゲーム＋女子社員、自宅にお持ち帰り付き（6月10日、SODクリエイト）※狩野裕子名義
- ゴム先ちょっきん中出し　淫行記録Vol.15（6月11日、メガ・ハーツ）※安藤莉奈名義
- 働くオンナを仕事中にハメれるか!? 仲居さんガチ口説きFUCK（6月15日、JACKAL|スターパラダイス）
- どこまでヤレる!? 癒し系浴衣サロンのお姉さん（6月15日、スターパラダイス） 　※「仲居ちはる」名義。
- 首絞めセックス Vol.03（6月18日、RISING）
- S級人妻ナンパ中出し10人4時間 7（6月18日、グラフィティジャパン）オムニバス作品 ※ちはる名義
- VS.中居ちはる（6月24日、デジタルアーク）
- B-1 トーナメント リザーブマッチ（6月25日、BATTLE）
- 制服奴隷少女 ほのか（7月1日、唾鬼）※ほのか名義
- B-1 トーナメント 準決勝第2試合（7月2日、BATTLE）
- 妄想実現ボディスーツ3（7月2日、アキバコム制作部）
- OL 2人のリストラ中年虐待！（7月2日、アキバコム制作部）
- 変態おねしょレポート VOL.7（7月9日、RISING）※ちはる名義
- 濃紺ブル尻 3（7月9日、RISING）
- 女子大生テニスサークルのお嬢さん8人 営業中の銭湯ではじめての男湯（恥）10ミッション団体戦（7月22日、SODクリエイト）
- 制服美少女狩り 黒川あおい（7月25日、アヌピアス）※黒川あおい名義
- 首絞め vol.5（7月27日、C's club）※仲居ちはる名義
- 真正中出し Fカップ美乳癒し系お姉さん（7月31日、モブスターズ）
- 女子大生の中出しバイト記録 1（8月6日、唾鬼）※春川あさみ名義
- 素人娘たちに商品モニターの仕事だと嘘をついて改造マッサージ器で感じさせちゃいました!! 2 ※ゆい名義（8月13日、はじめ企画）
- 勢いよくにじみでるパンフェラ手コキ射精（8月20日、RADIX）
- 大人の玩具メーカー面接 就職したい! 新卒女子大生をパワハラ三昧（8月20日、罠|スターパラダイス）
- マッドハンド Vol.2（8月25日、C's club）
- 素人援交生中出し 94（8月31日、プラム）
- スザ○ヌ激似巨乳美女!! （9月3日、メガ・ハーツ）※愛川知香名義
- 絶頂ぐるい3 イカせ屋本舗×絶頂志望の敏感OL5人編（9月7日、桃太郎映像出版）
- 姉三人・妹三人・僕一人 ただでさえ思春期で勃ちやすいチ○ポなもんで、姉や妹たちのエロいイタズラで、キン○マ空っ欠になるまで抜かれました（9月9日、ヒビノ）
- 素人カップルナンパ！彼氏の前でヤラれる彼女 17（9月10日、ホットエンターテイメント）
- 書道全裸ガールズ 2（9月20日、RADIX）
- 舞ワイフ ～セレブ倶楽部～ 12（9月23日、AROUND）※藤井美希名義 ※『舞ワイフ No.301 藤井美希&中原明菜』のDVD版。
- 公園中○生カップル盗撮（9月24日、I.B.WORKS）
- 恥女! Vol.11 羞恥! Beachで強制全裸!! 海に入ったらビキニが溶けた!!（10月7日、サディスティックヴィレッジ）
- ロリ・ナンパすぺしゃる。22 ～夏の海岸で見つけた、田舎ロリビキニのワレメに生中出し～ 房総半島編（10月8日、グレイズ）
- センズリ鑑賞会 恥じらい素人娘に見せつけちゃいました（10月10日、ホットエンターテイメント）
- おしゃぶり学園 ピンサロ科 4（10月15日、映天）
- 中学生の頃に味わった様な頭を突きぬける快感を味わう為の寸止めオナニーテクニックを手伝ってくれる優しい巨乳お姉さん達（10月21日、ヒビノ）
- ～SSSGP2ndSeason～SSS CHRONICLES WAR Vol.05（10月29日、SUPER SONIC SATELLITES）
- 超高級（秘）ケツ社交クラブZ（11月4日、SODクリエイト）
- 単純に可愛い娘と競泳水着でSEXがしたい。競泳水着プレイ5（11月5日、SUPER SONIC SATELLITES）
- CAR SEX.CAM VOL.3（11月7日、桃太郎映像出版）
- LoveLoveカップル制裁! 素人カップルをスワッピング喫茶に放り込め! 2（11月10日、ホットエンターテイメント）
- 女子プロレス ワンデイトーナメント3（11月12日、SUPER SONIC SATELLITES）
- KARMAナンパ隊が行く! エロ人妻ナンパ 顔出しNGで出演してもらったのに…顔モザイクかけ忘れちゃいましたッ!（11月13日、カルマ）
- 親友の彼女を寝取ったヤツ!ハメ撮りして投稿して下さい!またヤっちゃった!Part.2（11月13日、カルマ）※まり名義
- 人妻倶楽部 肉尻 中居ちはる（11月19日、NEEDS | 実録出版）
- 無言痴姦 公衆トイレの変質者（11月20日 スターパラダイス）
- 街角！モニター募集！新開発のタバコは「媚薬」だった！性欲増進タバコを吸わされ淫乱女に豹変し狂った様にセックスする全記録 モニター女性24人（11月25日、レッド）
- 神降臨サイト?! 今!子供たちが危ない!実録！家出少女ハウスの実態 泊めてくれる謝礼は身体?! 家出少女24人 (11月25日、レッド)
- 逆レイプ! 女首絞め師7（11月26日、SUPER SONIC SATELLITES）
- オイルマッサージを受けに来た女達を、罠にハメてヤリタイ放題。悪徳整体師の隠し撮り記録 PART.2（12月2日、MAD）
- 制服少女虐待記録 まいの（12月3日、唾鬼）※まいの名義
- 野球部の“射精公衆便所”女子マネージャーが笑顔で撮った思い出ビデオ（12月7日、ナチュラルハイ）
- 出された飲み物に媚薬が…盗撮！再就職したい人妻の我慢できない悶々面接オナニー（12月13日、カルマ）
- 都内某マッサージ院内盗撮流出 無料診察券を餌に… 媚薬を飲ませてどうしようもなくなっちゃった人妻に電流アクメ！白目を剥くまでハメまくるわいせつマッサージ師の記録 ※美里名義（12月13日、カルマ）
- 募集で集まった素人娘をいきなり○○に連れて行って撮っちゃいました!!（12月16日、最強｜プレステージ）
- 風俗店長のやらしい面接スペシャル!～過去27人のだまされた素人女性も全て収録した240分＋新たに5人、だましてハメた120分で総勢32人の2枚組～（12月23日、ディープス）

- 女子に人気の秘湯を丸ごと貸し切って、何も知らずに勃起チ○ポだらけの湯槽に入ってきた素人女を閉じ込めたら、女はあきらめてヤリ放題（1月8日、ヒビノ）
- 羞恥！彼氏連れ素人娘をマシンバイブでこっそり攻めまくれ！素人VSマシンバイブ 激安居酒屋にマジックミラー特設スタジオを設置編（1月8日、サディスティックヴィレッジ）
- 単純に可愛い娘とテニスルックでSEXがしたい。テニスプレイ(1)（1月14日、SUPER SONIC SATELLITES）
- 変態カップルが中○生をポルノ出演勧誘（1月20日、グローリークエスト）
- 素人おっぱいナンパ（1月15日、ハヤブサ）
- めざましフェラチオ（1月20日、グローリークエスト）
- 美熟女センズリ鑑賞 6 〜チ○ポを見たくて仕方がない美熟女たち〜（1月30日、ジャネス）
- アナルに指入れられながら強制センズリさせられるM男（1月30日、未来 フューチャー）
- 巨乳過ぎる古着屋の店員さん ちはる（2月3日、グローリークエスト）
- ディルドにまたがる女優たち5（2月13日、アロマ企画）
- 僕はパンストが大好きで、あの素肌とは異なったナイロン特有のいやらしいテカリと感触の虜なんです。（2月17日、グローリークエスト）
- 唾液まみれのベロチュウや乳首舐めされながらの極上手コキ（2月19日、Fetish Box、妄想族）
- SOD女子社員 ドッキリ慰安旅行 2011（2月19日、SODクリエイト）※狩野裕子名義
- クンニリングス倶楽部2（2月25日、アロマ企画）
- 性的陰湿リンチ 強制臭い汚れ汗尿責めアクメ（3月5日、ブーツの館）
- 働くOLの酸っぱ臭っさい女子足イジメ（3月5日、ブーツの館）
- 橋田貴光のAV女優ガチ撮り 4 デカパイ野外露出ベロ舐め精液漬けドM女（3月21日、RYMANS | メディア総販ソレイル）
- 突然、挑発され連続2回しゃぶられちゃった僕。（3月25日、アロマ企画）
- わたしのお尻を玩具にしてください 中居ちはる（3月25日、オーロラプロジェクト・アネックス）
- ボンデージを着た女子●生に生手シゴキされるM男（4月5日、未来｜Mazo Boys Club）
- ご奉仕クンニとご褒美アナル責め M男君の快楽クンニ天国（4月5日、未来｜Mazo Boys Club）
- 超敏感！ねっとり乳首舐め手コキ 3（4月5日、ジャネス）
- 田舎の純粋女子校生とセックス中のカップル風呂を2人でムラムラのぞき観賞（4月7日、ナチュラルハイ）
- 青春！ブルマー 7 中居ちはる（4月13日、ミル）
- 少女強姦映像集 4時間（4月22日、I.B.WORKS）
- フェラコレ2011春SP（4月25日、ハヤブサ）
- 第3回 SSSGPグランプリ Bブロック（4月29日、SUPER SONIC SATELLITES）
- 女子●生にペニバン調教されて潮を吹いてしまったボク 2（5月5日、ジャネス）
- ファン感謝祭！出前野球拳バスツアー（5月7日、SWITCH）
- 東京アンダーグラウンド3（5月20日、デジ倫出版）
- パンスト顔騎で悶絶手コキ。嗅ぐ、頬ずる、そして入る…至福の3拍子（5月19日、Fetish Box、妄想族）
- 女体悶絶実験病棟 2（5月20日、MAD）
- こだわりの手コキ4時間SP19 35人のハンドメイド （5月25日、ハヤブサ）※仲居ちはる名義
- 巨乳娘と変態家族（6月2日、グローリークエスト）
- 恥ずかしすぎる脇の下 2（6月4日、ジャネス）
- 敏感ビーチク相互愛撫（6月13日、アロマ企画）
- 働くオンナを口説き一発！ 制服ナンパMAX（6月15日、JACKAL|スターパラダイス）
- 美少女達の関節技地獄 Vol.06（6月17日、SUPER SONIC SATELLITES）
- 下着メーカーで雑務をやらされている僕だけど面接室を探して迷っている就職活動の女の子を採用係だと嘘を付きながら空いてる個室でエロいパンストやエロい下着を着せて面接してみる。（6月19日、イエロー | YeLLOW）
- 第3回 SSSGPグランプリ 準決勝B（6月24日、SUPER SONIC SATELLITES）
- すっぽんディープスロート2（6月25日、アロマ企画）
- エロ美少女に騎乗られちゃった僕。〜えっち大好きJK編〜（6月25日、アロマ企画）
- 市民プール監視員アルバイト28歳からの投稿 あどけない少女のスクール水着の隙間からズボッとチンチン挿しちゃいました!2 「お兄ちゃん痛い！」「Hなことやめて!」24人（6月25日、レッド）
- OL生金蹴り! 徹底足責め密室リンチ!!（7月15日、ブーツの館）
- ヌル撮 オイルマッサージ 女教師が通うマッサージ屋（7月21日、グローリークエスト）
- レズビアンベロちゅ〜3（7月22日、イエロー | YeLLOW）
- ボクシングフェチ 一人称男女対決1（7月29日、格闘ゾーンJAPAN）
- オナニー直後のシミ付き生パンティーをはかされてパンティーコキされた僕2（7月25日、ジャネス）
- M男の潮吹き天国 3 〜手コキ、亀頭責め、尿道責めで潮吹きさせられまくったM男〜（7月25日、未来 フューチャー）
- ザーメンごっくん 2発連続で睾丸が萎むまで吸い取られるM男（7月28日、未来｜Mazo Boys Club）
- 第3回 SSSGPグランプリ 決勝（7月29日、SUPER SONIC SATELLITES）
- ハウスメントMIX＆SEXファイト4（8月5日、盛岡映像企画）
- 手コキクリニック 人間ドック、性機能検査スペシャル（8月6日、SODクリエイト）
- うぶな巨乳娘の目の前でぶっかけ痴漢をみせつけてごっくんさせろ!!（8月6日、ナチュラルハイ）
- 満尻婦人 〜迫り来る大肉尻のケツ婦人〜（8月12日、なでしこ）
- 見つめられながらのささやき淫語とスローハンド手コキ 2（8月19日、Fetish Box 妄想族）
- ち○ぽ洗い屋のお仕事 10（8月19日、SODクリエイト）
- 焦らし寸止めフェラチオ（8月19日、SEX Agent）
- 戦慄の尻ヌキ スーツとパンストで猛摩擦（8月19日、SEX Agent）
- マゾ乳首 乳首を虐められて絶頂するドM乳首の少女たち（8月19日、RAMPO/AFRO FILM）
- 近親盗撮 女子●学生おもらしトイレオナニー盗撮（8月26日、映天 AFRO FILM）
- 超キュートなKISS魔の濃厚接吻手コキ 2（8月25日、ジャネス）
- THEスローハンド手コキ 2 癒し系手コキとささやき淫語で暴発するM男（8月25日、未来｜MAZO BOYS CLUB）
- ゾクっ…たっぷり淫語を囁かれながらの手コキで潮吹きするM男 2（8月25日、未来｜MAZO BOYS CLUB）
- SSS TITLE MATCH Vol.02（9月2日、SUPER SONIC SATELLITES）
- 女子校生JK巨乳（9月7日、グレイズ）
- 玄関開けたら即ボッキ! 近所に住むドスケベ巨乳な若妻達が掃除からSEXまで世話してくれる学生寮!!!（9月8日、SWITCH）
- 満員電車 尻コキ痴漢（9月9日、TMA）
- あ〜やらしい！27 匂い立つ卑猥なザーメン女（9月16日、S.P.C）
- フェラチオマエストロ 極上濃厚口内射精集DX（9月16日、SEX Agent）
- えろスポコス少女のディルドオナニー（9月16日、映天）
- タイトスカート尻コキ（9月16日、SEX Agent）
- キャンディーち●ぽ くわえないフェラ（9月19日、Fetish Box、妄想族）
- 超大淫乱 スーパーイグイグ大乱交（9月19日、乱丸）
- 強制！ギャルゲロイラマチオ 3（9月22日、サディスティックヴィレッジ）
- 女子校生の太股とパンチラ7（9月25日、アロマ企画）
- 即尺公衆便女5 本気マンズリ女編（10月7日、映天）
- 無法者スカウトマンの騙し生中出し猥褻姦にハメられた素人女子（10月10日、ブリット）
- キャリア系OL M男社員スパルタ調教 3（10月15日、未来 クィーンダム）
- ファイティングガールズ Volume.2 2011.10.08 黒船襲来（11月4日、ファイティングガールズ）
- イキッパバス 路線バス絶頂痴漢（11月17日、グローリークエスト）
- 乳首でアクメ 4（11月18日、OFFICE K'S）
- 夫には内緒のエステ通い 密着全身オイルレズエステ （11月19日、ヒビノ）
- 膣内汁映像（12月2日、投稿王国）
- オナサポ 僕のセンズリを手伝ってください（12月5日、ジャネス）
- 人妻 奴隷契約 中居ちはる（12月5日、ワープエンタテインメント）
- 巨乳女ばかりの混浴温泉に男性客はボク一人（12月8日、SWITCH）
- 巨乳メイド飼育（12月9日、MIRACLE）※「新山瑠衣」名義。ネット配信作品の修正版DVD。
- ロリっ娘失禁オナニー（12月9日、RAMPO/AFRO FILM）
- バトルファック ワンデイトーナメント2（12月16日、SUPER SONIC SATELLITES）
- ペニバンレズビアン（12月16日、虎堂）
- 太ももコキ（12月16日、OFFICE K'S）※中居ちひろ名義
- 女子校生ぬるまんオナニー（12月25日、東京マニGUN'S）
- 女子校生ディルドオナニー（12月25日、東京マニGUN'S）
- 美人お姉さんが丁寧な敬語でアナル責めながら手コキしてくれる（12月25日、ジャネス）

- 凌辱失禁少女（1月7日、RAMPO/AFRO-FILM）
- 100％S級巨乳!!!「包み込んだら射精するまで離さないっ」おっぱい中出し?!（1月13日、グレイズ）
- 誰にも言えない。～嬲られた女の記録～（1月13日、MIRACLE）※「新山瑠衣」名義。ネット配信作品の修正版DVD。
- 舐められ倶楽部 悶絶痴女ルーム No2*（1月13日、アロマ企画）
- 女子校生トイレde立ちオナニー盗撮（1月13日、アイランド/東京マニGUN'S）
- 顔面激近でセンズリ見てチ○ポの匂いかぎながら鼻射させてくれるお姉さん（1月20日、ジャネス）
- 縛乳強制失禁（2月17日、MIRACLE）※「新山瑠衣」名義。ネット配信作品の修正版DVD。
- 「熟女の口はもっと嘘をつく。」 熟雌女anthology ＃078 中居ちはる（2月17日、アウダースジャパン）
- ファイティングガールズ Volume.3 2011.12.30 聖戦-JIHAD-（2月24日、ファイティングガールズ）
- 成長期真っ只中！！ クリトリスより感じちゃう10代の乳首（3月2日、RAMPO/AFRO FILM）
- ちょっと意地悪な妹たちの寸止め焦らし手こき（3月2日、RAMPO/AFRO FILM）
- 放課後連れ去り 口淫便器少女（3月16日、RAMPO/AFRO FILM）
- 倒錯夫婦の奇妙な姦係 私の妻を犯してください（3月23日、なでしこ）※中居千春名義
- 炊事用薄手ゴム手袋オナニー1（2012年4月6日、ABV | アキバブロードバンドビジョン）※ちはる名義 ※ネット配信作品のDVD化。
- 官能若妻肉棒握り（4月20日、SEX Agent）
- ムラムラしちゃう可愛い女の子のワキの下（4月20日、RAMPO/AFRO FILM）
- 「漏らしてすみません…」僕の上司は男勝りで強気な女上司。（4月21日、Hunter）
- THE TREBLE SSS無差別級・バトルヘビー級・B-1タイトル 三冠王者決定戦（4月27日、SUPER SONIC SATELLITES）
- 女子プロレスファイト DVD版1（2012年5月4日、ABV | アキバブロードバンドビジョン） ※ネット配信作品のDVD化。
- ウォーターサーバーに媚薬を仕込んだら会社中の女子社員が拒めない!どころか我慢できない!（2012年5月10日、アイエナジー）
- 通勤バスで、カバンをたすき掛けして胸の間に通している巨乳の女は、胸が強調されて男たちの視線を浴びていることに気がついている。（2012年5月10日、GARCON）
- 恥ずかしい失禁 羞恥で溢れだすウエイトレスの泉 中居ちはる（6月1日、Fitch）
- THE VENGEANCE（6月1日、SUPER SONIC SATELLITES）
- ザ・ターゲット Vol.4～嵌められた超A級ファイター～（6月22日、SUPER SONIC SATELLITES）
- ダブルヒロインブレイク Vol.02～格闘捜査官レイコ～（7月6日、SUPER SONIC SATELLITES）
- 杉本彩夏の素人レズドル(7月10日、ARTMODE)
- 業務中につき、感じてはイケナイ巨乳女子社員！某コンドーム製造メーカー商品開発部では、社員同士が、検査員の見ている前で、新商品チェックの為のSEXを行っている！(7月19日、グローリークエスト)
- 巨乳ヨガインストラクターの自宅出張中出しSEX(8月2日、グローリークエスト)
- 団塊GET!! 素人ナンパ Vol.04（8月7日、桃太郎映像出版）
- 素人酔った人妻に生中出し No36（8月15日、プラム）
- 人妻秘書調教 巨乳妻恥じらいの従順オフィス（8月25日、マドンナ）
- ほらっ、オジサン チンポだしなよっ。オジサンの臭いチンポが喰いたいっ!!（9月14日、つちのこシンデレラ）
- 生足だけで責められたい（10月1日、プラネットプラス）
- 熟女達の美しく激しい接吻（10月12日、つちのこシンデレラ）
- 重量級 6人の肉弾痴女 肉欲無法地帯（10月12日、つちのこシンデレラ）
- 女性専用デリバリー倶楽部 今すぐ男の肉体に貪りつきたい女たち（11月25日、ジャネス）
- 真・美熟女性交 川上ゆう×中居ちはる（12月1日、lemix）
- 指淫 指コキでイカせて欲しい 超繊細なフィンガータッチ（12月1日、Fetish Box）
- 私たちこれからオナニーします 素人の自画撮りオナニー投稿（12月15日、ジャネス）
- 官能騎乗 淫乱人妻悩殺騎乗位（12月21日、SEX Agent）
- 吸引しまくる人妻のバキュームフェラ（12月21日、SEX Agent）

- ごっくんタイムズ（1月5日、S.P.C）
- 「新・間違えたフリして女子高通学バスに乗り込んでヤられた」VOL.4（1月10日、DANDY）
- オフィス 聖水放尿 顔騎オナニー（1月10日、未来｜クイーンダム）
- ペニバン美人教師のアナル教育刺導（1月20日、未来｜Mazo Boys Club）
- こんな淫乱オフィスで働きたい! ドスケベ上司の肉体手当（1月25日、ジャネス｜MANIAプレイ）
- オフィスレディに職場で強制センズリさせられガマン汁垂らし 無理矢理発射させられるM社員（2月25日、未来｜クイーンダム）
- ファイティングガールズ Vol.6 聖戦-JIHAD- Queen Of Akihabara 決勝（2月8日、ファイティングガールズ）
- 仕事の出来ないM男社員にアナル責め手コキでお仕置きをするミストレスOL（3月15日、クイーンダム｜未来）
- お尻で誘うパンスト着衣OL（3月15日、Sex Agent）
- ペニバンで責め続けられるM男たち 美人OL編（4月15日、クイーンダム｜未来）
- 女子プロレズリングリベンジ3（4月12日、SUPER SONIC SATELLITES）
- 全国秘湯巡り 黒人温泉熟女中出しナンパ 奥多摩編（4月25日、グローバルメディアエンタテイメント）
- 関東痴漢師協会監修 2013年上半期活動報告 被害者10名（4月25日、DANDY）
- 肉食系痴女の男子制圧遊戯 vol.2（5月17日、アマゾネス）
- 拷問殺傷 ヴィーナスリンチ（5月27日、リンチパラダイス）
- ヴィーナスリンチ NEXT（5月27日、リンチパラダイス）
- 巨乳女子大生が泊まりに来た民宿のエロいたずら小僧（6月7日、クリスタル映像）
- 衝撃!! セックス好きの一般素人妻がここまで淫乱だとは思いもよらへんかった!!（6月19日、エマニエル）
- 裸の主婦 中居ちはる（7月1日、プラネットプラス）
- 完全撮り卸し! 生温かいお口でやさしくたっぷり口淫して下さい。 人妻フェラチオ64人8時間のすべて（7月13日、カルマ）
- 衝撃スクープ撮！ たまたま行った歯科医院の歯科医＆助手が巨乳でおっぱいをこすりつけるように診察されて思わずフル勃起、結局ヤられた。（7月13日、カルマ）
- チハルのドロドロネバネバ唾痰はマジで美味しかった!（8月7日、MIRAIDO）
- 関東圏有名海水浴場 更衣室水着着替え盗撮動画（8月13日、カルマ）
- 悪徳エロ医師盗撮 敏感女子高生の感じ過ぎちゃう わいせつ産婦人科検診 PART2 （8月13日、カルマ）
- 長期入院中、性的に悶々としていた僕は…病室でこっそりオナニーしようとしていたら巡回の看護婦さんに見つかってしまい、怒られるかと思いきや逆に優しくいろいろシてもらった（8月13日、カルマ）※千絵（仮名）という設定。
- 麗しのTバックガーター姿のエロ〜ぃOLのお尻をうしろから楽しむ映像 2（8月13日、カルマ）
- 素人娘たちが謝りながら何度もイくオナニー（8月14日、綺面組｜AFRO-FILM）
- 人妻達のララバイ 喰い頃巨乳妻の止まらない性欲（8月19日、エマニエル）
- ゲリラ豪雨に打たれてビショ濡れスケスケ娘のパンパンに張った若乳鷲づかみバス 4（9月5日、ディープス）
- 素人娘のノーカットごっくんフェラ（9月20日、綺面組｜AFRO-FILM）
- THE レイプ (2)（9月22日、MAD）
- 海の家レイプ（10月3日、グローリークエスト）
- 昨年度まで女子高だった高校に入学したら男子生徒は僕たった1人…無理やり入れられた美術部で全裸でモデルをさせられる。（10月13日、カルマ）
- 衝撃スクープ撮！ 両手骨折している若い入院患者の朝の検温時に朝立ちフル勃起チンポを目撃した年上お姉さん看護婦は興奮し欲情する。（10月13日、カルマ）
- マン汁まで舐めあい、愛し合うレズ性交 2（10月19日、ゑびすさん｜妄想族）
- 私立R学園ママさん裏口入試チャレンジ 全裸羞恥入学試験（10月24日、ROCKET）
- 素人羞恥 野球拳 住宅街の影で（11月12日、ベリーベリー｜ラハイナ東海）
- 子宮口直撃 ディルドオナニー（11月26日、ラハイナ東海）
- 黒人たちの宴 集団強姦中出し哀話（12月6日、BRUTAL HOUSE）
- 老人ホーム 面会にやって来た息子の嫁を薬物で昏睡させ拘束 抵抗虚しく犯される映像「お義父さん、やめて下さい! 嫌ッ! あなた助けて!!」（12月13日、カルマ）
- Hなお姉さんOL 妄想パンチラコレクション（12月13日、カルマ）

- チラリズムで射精へと誘うエロい女の淫靡な言葉責め（1月13日、カルマ）
- 美少女JKがエロ〜いポーズで惜しげもなくおまんこご開帳であなたがオナニーしやすいように誘惑してくる動画（1月13日、カルマ）
- BATTLE presents 三冠王者決定戦 1 中居ちはるvs遥めぐみ（2014年2月7日、バトル）
- プロスタイルミックスNEO Vol.07（2014年3月7日、バトル）
- 中居ちはるのゼンタイH ~初めてのゼンタイにはまっちゃいました~（2014年5月7日、MIRAIDO）※2013年8月にリリースされた、ネット配信作品のDVD化。

### イメージビデオ
| タイトル             | 発売年月日     | メーカー     | 備考                        |
| -------------------- | -------------- | ------------ | --------------------------- |
| GOKUERO 三浦まどか   | 2011年6月26日  | レイフル     | ※三浦まどか名義 R-18+指定。 |
| ダブル痴女の淫乱白書 | 2012年12月14日 | ワールドTWCC | R-18+指定。                 |

### アダルトサイト（ネット配信作品）
- 炊事用薄手ゴム手袋オナニー1（2010年7月9日、ABV | アキバブロードバンドビジョン）
- 舞ワイフ No.301 藤井美希&中原明菜（CELEB CLUB｜セレブクラブ） ※藤井美希名義
- 姉 One Style [ Ane One Style ] 36、40、41（X-City） ※高画質画像。41は動画も配信されている。
- 命脈に諍い首筋が嗜虐（天奇）
- 女子プロレスファイト3（2011年1月20日、ABV | アキバブロードバンドビジョン）
- 新宿にある某セクキャバ店の女の子は8割お持ち帰りSEX出来る!（2011年8月01日、パラダイステレビ）
- 耳かきエステのひざ枕が最高に気持ちいい女の子とヤリたい！（2011年10月29日、パラダイステレビ）
- ダイナマイトチャンネル 中居ちはる（2012年配信開始 、ダイナマイトチャンネル）
- 24時間テレビ エロは地球を救う！2012総集編（2012年11月5日、パラダイステレビ）
- リストラ中年オヤジのAV男優デビューに密着！…ドM男・第二の人生（2012年11月6日、パラダイステレビ）
- ダイナマイトチャンネル 中居ちはる Vol.2（2012年11月2日、ダイナマイトチャンネル） ※同年10月31日に生配信された動画。
- メロメロになった女性客と公開SEXも!?超過激・男性ストリップショーに潜入 2（2013年4月9日、パラダイステレビ）
- ノーブラ巨乳をひたすら揉みしだきSEX（2013年4月16日、パラダイステレビ）
- あなたが決める! アノ人気女優に筆おろしさせたいのはどの童貞? 完全版（2013年5月27日、パラダイステレビ）※MCとしての出演。2013年2月にパラダイステレビ、およびニコニコ生放送で放送・配信された『AV女優が童貞筆おろし』に未公開映像を追加した配信版。
- ダイナマイトチャンネル 中居ちはる Vol.3（2013年6月4日、ダイナマイトチャンネル） ※同年5月29日に生配信された動画。
- 顔はニコ動・カラダはパラダイステレビ！（2013年7月10日、パラダイステレビ）
- 中居ちはるのゼンタイH 〜初めてのゼンタイにはまっちゃいました〜（2013年8月1日、MIRAIDO）
- 参加自由! パラダイステレビの18禁☆企画会議を生中継してみた (3)（2013年8月12日、パラダイステレビ）
- 独占入手！矢●真理のハメ撮りお宝映像大公開（2013年9月28日、パラダイステレビ）
- 超絶カワイイ美少女たちが生でおなら100発にチャレンジ！(5)（2013年9月30日、パラダイステレビ）
- 24時間テレビ エロは地球を救う！2013総集編（2013年11月4日、パラダイステレビ）
- 未公開SP! アノ女優たちの自宅からHな生中継〜本番中にスタッフのチンポをおしゃぶり＆本ハメ（2013年12月3日、パラダイステレビ）
- 巨乳理髪店 乱れ揉みくちゃ（2014年7月13日、SOKMIL・2015年5月6日、DMM成人映画） ※成人映画。
- 発情バスガイド　おしゃぶり巨乳（2014年9月26日、SOKMIL・2015年6月7日、DMM成人映画） ※成人映画。

### 電子写真集
- Zeppin専科 Vol.106「中居ちはる ~人気エロGALの恥態~」(2012年8月3日、Dolce Vita)
- 「ゲキ盛り！COLLECTION」中居ちはる＆亜佐倉みんと＆香椎杏子写真集 (2015年7月10日、MACプラス)
- ニーソックスガールフェチズム 中居ちはる(2015年12月4日、TMA)

### 同人作品（コスプレAV、コスROM、フォトROM、他）
コスプレAV
- コスプレ一本勝負 第五試合 巴○ミ［CHIHARU］（2011年7月2日、コスプレ一本勝負）
- コスプレ一本勝負 第八試合 シャル○ット［CHIHARU］（2011年10月4日、コスプレ一本勝負）
- コスプレ一本勝負スペシャル! ○ミ・ま○か［KAEDE］&［CHIHARU］（2011年12月2日、コスプレ一本勝負）
- コスプレ一本勝負 第十一試合 シ○リス・エルネス・ザーバッハ［CHIHARU］（2012年2月3日、コスプレ一本勝負）
- コスプレ一本勝負スペシャル6『あなたに見せつけるレズ』（2012年12月1日、コスプレ一本勝負）
- コスプレ一本勝負スペシャル7『四人で悪ふざけレズ』（2012年12月30日、コスプレ一本勝負） ※同日開催の同人即売イベント「コスホリック」における頒布盤。

【注】上記『コスプレ一本勝負』シリーズは、パッケージ上での表記は『ノーカット一本勝負』となっているが、本ページでは制作者のブログで呼称され、かつダウンロード・販売サイトで登録されているタイトルに準じた。
コスROM、フォトROM
- Magical Temptation（2012年1月12日、コスプレ一本勝負）
- G○NTZ RE:VENGENCE ETERNAL PUNISHMENT ～これが僕らの存在理由～（2012年8月24日、コスプレ一本勝負） ※着衣コスROM。R15+指定。
- 巴○ミ　コスROM（2012年10月28日、コスプレ一本勝負）
- おとなになるということ（2012年10月28日、コスプレ一本勝負）森○優（クリー○ーマミ）コスROM。
- G○NTZ_PXZ_N（2012年12月30日、コスプレ一本勝負）※全年齢向け作品。
- Non Title（2012年12月30日、コスプレ一本勝負） フォトROM。コスホリック・コミケ限定頒布作品。全年齢向け作品。
- 僕の友達が少ない理由（2013年2月11日、コスプレ一本勝負）『僕は友○が少ない』の緊縛コスプレROM。R-15+指定。「サンシャインクリエイション58」にて販売。
- KILLER BABIES（2013年2月27日、COSPRO） ※非アダルト、キャットファイト作品。
- 格闘美（2013年3月13日、COSPRO） ※非アダルト、キャットファイト作品。
- PSYCHO-PAST（2013年5月4日、コスプレ一本勝負）R-15+指定。
- ナチュラル 中居ちはる（2013年5月4日、コスプレ一本勝負）※フォトROM。R-15+指定。
- 夢みる人形のささやかな愛の歌（2013年8月10日、コスプレ一本勝負）※画像ROM。R-15+指定。
- 「穢れる」ということ。中居ちはる（2013年8月10日、コスプレ一本勝負）※画像ROM。R-15+指定。

### 成人映画
| タイトル                      | 公開年月日    | 配給         | 監督     | 備考 |
| ----------------------------- | ------------- | ------------ | -------- | --- |
| 巨乳理髪店 乱れ揉みくちゃ     | 2012年7月20日 | オーピー映画 | 清水大敬 | ※2014年7月13日より動画サイト［SOKMIL］より動画配信開始。同年7月16日より楽天ダウンロードにおいて、また2015年5月6日よりDMM成人映画においても配信が開始された。 |
| 発情バスガイド おしゃぶり巨乳 | 2012年11月2日 | オーピー映画 | 清水大敬 | ※2014年9月26日より動画サイト［SOKMIL］より動画配信開始。同年10月8日より楽天ダウンロードにおいて、また2015年6月7日よりDMM成人映画においても配信が開始された。 |
| 人妻禁猟区 屈辱的な月曜日     | 2013年10月9日 | 新日本映像   | 清水大敬 | ※『屈辱的な月曜日』と改題され、2016年7月3日にDVD作品としてコンマビジョンよりリリース。                                                                       |

### 印刷媒体

#### グラビア、動画
- ON. (オンドット) 2010年 9月号 KKベストセラーズ ※カラーグラビア
- ザ・ベスト MAGAZINE ORIGINAL (マガジン オリジナル) 2010年 12月号 KKベストセラーズ ※カラーグラビア
- DOPE (ドープ) 2010年 12月号 KKベストセラーズ ※カラーグラビア
- Chuッ SPECIAL (チュッ スペシャル) 2011年 04月号 ワニマガジン社  ※グラビアと付録DVDに撮り下ろし動画収録。
- 本当にいたよ! こんなにやさしいお姉さん Vol.85 2011年05月号 ダイアプレス ※『魅惑のRUNAを探せ!』撮り下ろしグラビア、および付録DVDに動画収録。『巨乳すぎる古着屋の店員さん』ダイジェスト動画も収録。
- ゲッチュ 2011年 6月号 若生出版 ※本誌の他、若生出版発行のDVD付きグラフ誌に掲載。「ちはる」名義のものもある。グラビアおよび、付録DVDに撮り下ろし動画収録。
- MAGAZINE BANG（マガジン・バン）2011年 9月号 サン出版 ※一般女性「小杉真帆」という設定で掲載。グラビア、付録DVDに撮り下ろし動画収録。
- マガジン美熟女 2012年 11月号 サン出版  ※付録DVDに撮り下ろし動画『餌食になった爆乳アイドル妻!!』を収録。収録動画撮影時のスチール写真から構成されたページを雑誌本体に掲載。

- MeruFre! magazine BOMBER (メルフレ! マガジン ボンバー) 2010年 12月号 KKベストセラーズ ※グラビア、および付録DVDに動画収録。藤井美希名義。
- 丸々一冊モブスターズ!! インテルフィン ※2011年3月発売
- 爆尻伝説 マイウェイ出版  ※2011年5月発売のムック。表紙を飾っている。グラビア、および付録DVDにダイジェスト動画を収録。いずれも『人妻倶楽部 肉尻 中居ちはる』撮影時の素材を活用した物。
- 絶叫!!マジ狂乱MAX ダイアプレス ※2011年5月発売。『わたしのお尻を玩具にして下さい』の撮影時の素材。
- いいなり女子校生の作り方 第三号 2011年 06月号 インテルフィン ※『わたしのお尻を玩具にして下さい』の紹介と、付録DVDにサンプル動画を収録。
- Chuッ DVD (チュッ ディーブイディー) 2011年 06月号 ワニマガジン社
- 人妻DVD DREAM 2011年 06月号 三和出版 ※『倒錯夫婦の奇妙な姦係 私の妻を犯してください』（なでしこ）撮影時のスチールと動画約30分の全編。中居千春名義。
- お尻倶楽部 Vlo.112 7月号 三和出版  ※グラビア。『人妻倶楽部 肉尻 中居ちはる』撮影時のスチール。
- 人妻巨尻倶楽部　三和出版 ※2011年6月7日発売。グラビア、およびダイジェスト動画。『人妻倶楽部 肉尻 中居ちはる』撮影時の素材を流用。
- 本当にいたよ! こんなにやさしいお姉さん Vol.87 2011年07月号 ダイアプレス ※2011年05月号掲載・収録の『魅惑のRUNAを探せ!』のスチール、および動画の再利用。
- 華漫GOLD (はなまんゴールド)  2011年 11月号  ワニマガジン社 ※『Chuッ SPECIAL』2011年 11月号増刊。『Chuッ DVD』と同様に、グラビア、動画ともに『Chuッ SPECIAL』に使用された素材の流用。
- 凄テクを持つオンナのコ 女の技 2012年1月発行 三和出版  ※SANWA MOOK。1Pグラビア、および付録DVDにダイジェスト動画収録。『満尻婦人』撮影時の素材。
- コミックまぁるまん (コミック Maruman) 2012年 04月号 ぶんか社  ※グラビア、および付録DVDに動画収録。いずれも『人妻倶楽部 肉尻 中居ちはる』撮影時の素材。
- めちゃイイ!! 2012年 05月号 インテルフィン ※グラビアおよび出演作品紹介に1ページ。『熟雌女anthology ＃078』リリース用に撮影されたスチールの流用。付録DVDに同作品のダイジェスト動画を収録。
- 僕を誘惑する隣の綺麗なお姉さん ダイアプレス※2012年5月発売。 上記『めちゃイイ!!』と同様。『熟雌女anthology ＃078』撮影時の素材の流用。
- 激ヤバ生中出し!超S級極嬢STYLE (スタイル) ! 2012年 05月号 インテルフィン ※海外配信作品撮影時の素材の流用。
- はたらく女子店員に恋して インテルフィン ※『やる Can』2012年08月号増刊。2012年6月発売。
- 本当にいたよ! こんなにやさしいお姉さん Vol.100 2012年08月号 ダイアプレス ※『熟雌女anthology ＃078』撮影時のスチールと、ダイジェスト動画。

その他

#### インタビュー、その他
- てぃんくる Vol.435［2010/10/22号］しょういん ※インタビュー、着衣グラビア
- WOoooo B組 （ウォー ビーグミ）2011年 06月号 サン出版 ※「カリスマAVギャルの素顔 69ブルース」インタビュー（雑誌本体の記事、および付属DVDに動画収録）
- MEN'S SPIDER (メンズスパイダー) 2011年 07月号 リイド社 ※「How To Sex」企画ページモデル
- 日刊ゲンダイ 2012年10月12日号 日刊現代 ※インタビュー

### メディア出演
地上波・CS放送など
2010年5月9日『ダウンタウンのガキの使いやあらへんで!!』（日本テレビ系）「チキチキ バナナマン設楽 七変化!!」※日本テレビ他、同日ネット局での放送日
2011年8月20日-21日『24時間テレビ エロは地球を救う 2011』（パラダイステレビ）
2012年8月25日-26日『24時間テレビ エロは地球を救う 2012』（パラダイステレビ）
2012年11月30日『匿名探偵』第8話 (テレビ朝日系) キャバクラ嬢役。
2013年3月-4月『スキモノラボ』（パラダイステレビ）※通販番組の商品紹介・モデル「スキモニスタ」として出演。
2013年7月〜8月『スキモノラボ』（パラダイステレビ）
2013年8月24~25日『24時間テレビ エロは地球を救う 2013』（パラダイステレビ） ※「おっぱい募金」への協力を募るための企画に「特別隊員」として出演。
ニコニコ生放送・DMM生放送
2012年4月21日-22日『DMM presents みんなのおもちゃ』（ニコニコ生放送）  ※ライト[一般放送枠]及びR-18枠
2012年8月7日『単体女優をぶっ飛ばせ!』#1（パコパコ動画）
2012年8月31日『井手らっきょのパコパコスポーツ!』#3（パコパコ動画）
2012年9月18日『単体女優をぶっ飛ばせ!』#7（パコパコ動画）
2013年2月15日〜16日『AV女優が童貞筆おろし』（パラダイステレビ・ニコニコ生放送） ※M.C.として出演。同年3月25日にパラダイステレビで完全版を放送。
2013年3月16日 『琥珀うた【パラダイステレビ】AV女優の自宅から生中継』（パラダイステレビ・ニコニコ生放送）※自宅レポーター「突撃係」としての出演。15日深夜24時からの配信。
2013年3月31日-4月1日『美少女がおなら100連発に挑戦』（パラダイステレビ・ニコニコ生放送）
2013年5月10日『【パラダイステレビ】顔はニコ生・カラダはパラダイステレビ』（パラダイステレビ・ニコニコ生放送）  ※5月9日深夜24:00より放送・配信。
2013年6月13日『パラダイステレビの18禁☆企画会議を生放送してみた! 第三弾』（パラダイステレビ・ニコニコ生放送）
2013年7月25~26日『美少女たちが『おなら100発』に挑戦! 最終回』（パラダイステレビ・ニコニコ生放送）
余録・補遺
2012年9月20日に配信予定だった 『緊急特別企画 井手らっきょのパコパコスポーツ!リベンジマッチSP』は、DMM生放送が同年9月18日に突然サービスを終了したため、まぼろしの配信回となった。